# Gary S. Morgan
Gary Scott Morgan (* 1952) ist ein US-amerikanischer Wirbeltierpaläontologe, der sich vornehmlich mit den fossilen Säugetieren des Känozoikums befasst.

## Leben
Morgan wuchs als Sohn von Richard und Jane Morgan, geborene White, in Ohio auf. 1970 schrieb er sich an der Miami University in Oxford, Ohio, ein, wo er 1974 den Bachelor of Science in Biologie erwarb. 1975 wurde er von James L. Patton angeworben, um die fossilen Wirbeltiere, die in den Höhlen der Cayman Islands gesammelt wurden, für seine Masterarbeit zu untersuchen. Seine erste Exkursion auf diese Inseln fand 1976 statt, zusammen mit seinen Kommilitonen Greg McDonald und Nina Thanz. In den Jahren 1979, 1980, 1986 und 1993 unternahm er vier weitere Reisen auf die Cayman Islands zum Sammeln von Fossilien.
1977 graduierte er mit der Arbeit Late Pleistocene fossil vertebrates from the Cayman Islands, British West Indies zum Master of Science in Geologie an der University of Florida in Gainesville. 
Seitdem entwickelte sich Morgan zu einem Spezialisten in verschiedenen Disziplinen, unter anderem in der Zoologie von Fledermäusen und Walen sowie der Paläontologie fossiler Säugetiere in der Karibik und Florida. Nach einer kurzen Anstellung als kuratorischer Assistent in der Abteilung für Mammalogie der Smithsonian Institution wurde er 1981 zum Sammlungsleiter am Florida Museum of Natural History (FlaMNH) berufen. In dieser Funktion hat er maßgeblich zur Entwicklung der bedeutenden Wirbeltier-Sammlungen beigetragen, die mittlerweile zu den fünf besten in den Vereinigten Staaten zählen. Darüber hinaus leitete er zahlreiche Ausgrabungsprojekte an bedeutenden archäologischen Stätten. Als zentrale Figur im Programm für Öffentlichkeitsarbeit der Wirbeltierabteilung des Museums identifizierte er unzählige Proben und hielt zahlreiche populärwissenschaftliche Vorträge. Morgans Engagement wurde 1990 mit dem Van-Hyning-Award des Museums ausgezeichnet. Er beaufsichtigte die Konservierung einer großen Anzahl von Exemplaren aus dem Love Bone Bed, der Thomas Farm, der Leisey Shell Pit, dem Bone Valley, Haiti und anderen Orten. Seine Nachfolger wurden Marc S. Frank (von 1994 bis 1998) und Richard C. Hulbert, Jr. (von 2000 bis 2022). 
Seit April 1994 ist er Kurator für Wirbeltierpaläontologie am New Mexico Museum of Natural History and Science in Albuquerque, New Mexico. Im selben Jahr erhielt er den Morris F. Skinner Prize der Society of Vertebrate Paleontology.

## Dedikationsnamen
Hulbert beschrieb 1993 die fossile Pferdeart Nannippus morgani. Robert A Martin, Leon Duobinis-Gray und Christopher P Crockett benannten 2003 die fossile Nagetierart Synaptomys morgani aus Florida zu Ehren von Gary S. Morgan.

## Erstbeschreibungen durch Gary S. Morgan
- Castoroides leiseyorum Morgan & White, 1995
- Desmodus archaeodaptes Morgan, Linares & Ray, 1988
- Desmodus draculae Morgan, Linares & Ray, 1988
- Enhydritherium Berta & Morgan, 1985
- Enhydritherium terraenovae Berta & Morgan, 1985
- Geocapromys caymanensis Morgan, MacPhee, Woods & Turvey, 2019
- Hydrochoerus hesperotiganites White, Mead, Deméré & Morgan, 2022
- Karstala Czaplewski & Morgan, 2000
- Karstala silva Czaplewski & Morgan, 2000
- Koopmanycteris Morgan, Czaplewski & Simmons, 2019
- Koopmanycteris palaeomormoops Morgan, Czaplewski & Simmons, 2019
- Melopyrrha latirostris Steadman & Morgan, 1985
- Mesoreodon floridensis MacFadden & Morgan, 2003
- Nesophontes hemicingulus Morgan, MacPhee, Woods & Turvey, 2019
- Nototamias Pratt & Morgan, 1989
- Nototamias hulberti Pratt & Morgan, 1989
- Panamacebus Bloch, Woodruff, Wood, Rincon, Harrington, Morgan, Foster, Montes, Jaramillo, Jud, Jones & MacFadden, 2016
- Panamacebus transitus Bloch, Woodruff, Wood, Rincon, Harrington, Morgan, Foster, Montes, Jaramillo, Jud, Jones & MacFadden, 2016
- Petauristodon pattersoni Pratt & Morgan, 1989
- Podogymnura aureospinula Heaney & Morgan, 1982
- Primonatalus Morgan & Czaplewski, 2003
- Primonatalus prattae Morgan & Czaplewski, 2003
- Speonycteris Czaplewski & Morgan, 2012
- Speonycteris naturalis Czaplewski & Morgan, 2012